# Pintor de Andócides
El Pintor de Andócides era un artista griego decorador de cerámicas que vivía en la región de  Atenas hacia finales del siglo VI a. C., en actividad del 535 al 515 a. C., aproximadamente. Designado por el nombre de un alfarero para el que trabajó. Su importancia es crucial en la historia de la cerámica griega antigua, pues es considerado por la mayor parte de los especialistas como el inventor y el primer usuario de la técnica de pintura sobre cerámica llamada figuras rojas que sustituiría completamente a la antigua técnica de figuras negras, salvo las técnicas mixtas, como por ejemplo la técnica de fondo blanco.

## Génesis de su arte
El Pintor de Andócides comenzó su actividad con la técnica de figuras negras. Sin duda fue alumno de Exequias, uno de los maestros de la época. Los límites técnicos alcanzados hacia mitad del siglo VI a. C., no permitían quizás a más artistas hacerse un nombre y varios buscaron un medio de sobrepasar a sus maestros. Tras las pruebas de utilizar la pintura blanca con el pincel directamente sobre un fondo negro barnizado, el pintor de Andócides tuvo la idea de invertir radicalmente el procedimiento y reservar en negro brillante el fondo en lugar de siluetas de figuras como antes. De esta manera, el color rojo de la tierra era el fondo absorbente sobre el que eran pintados en negro los detalles de los personajes con un pincel fino, lo que permitía una fineza más grande de detalles que la incisión con buril o con estilo sobre las siluetas de antes.
Hacia el 530 a. C. aparecen los primeros testimonios de esta técnica que se generalizó progresivamente. Se puede seguir con precisión el periodo de transición en el que el pintor de Andócides produjo obras, sobre todo ánforas, que presentan caras tratadas, unas con figuras negras y otras con figuras rojas, a veces con la misma escena, como las pruebas para presentar una técnica nueva, aún no suficientemente conocida por los clientes. Estos vasos son llamados ‘’bilingües’’. Seguidamente, no producirá más que vasos exclusivamente de figuras rojas.
No fue el único, en esta época, en lanzarse a estas innovaciones, otros, como Olto o Epicteto produjeron también vasos bilingües, pero la mayoría de especialistas están de acuerdo para datar las obras del pintor de Andócides algunos años anteriores a las otras producciones, lo que permite pensar que fue el principal inventor de la técnica de las  figuras rojas sobre el 530 a. C., innovación que favoreció a la cerámica ática durante casi dos siglos.

## Estilo y obras del pintor de Andócides
Una veintena de obras de figuras rojas, cuya atribución es contestada por algunos investigadores, muestran que había alcanzado una gran maestría y virtuosismo en los detalles que no se encontrará tan pronto en la nueva técnica que parece un poco impregnada de rigidez al principio y en la que hubo algunas utilizaciones de la incisión, por ejemplo, para los cabellos. A continuación, sacará un mejor partido del rojo, jugando con la gama de colores del rojo al castaño oscuro. Anuncia la llegada de los grandes artistas de las figuras rojas como Eufronio. Sus temas predilectos son las escenas mitológicas que representan a dioses y a héroes, sobre todo Heracles, su personaje favorito.
Se le atribuye :
- Una veintena de vasos de figuras negras
- Una ánfora con tema blanco sobre fondo negro (Louvres, inv. F203)
- Seis ánforas y una copa bilingües. (Cf. cerámica bilingüe)
- Siete ánforas y un vaso de figuras rojas